# Hook
|  | Aquest article tracta sobre la pel·lícula de Steven Spielberg. Si cerqueu el personatge de Barrie, vegeu «Peter Pan». |

Hook és una pel·lícula americana de 1991 del gènere de la fantasia dirigida per Steven Spielberg. És protagonitzada per Robin Williams, Dustin Hoffman, Julia Roberts, Bob Hoskins, i inclou a Maggie Smith, Caroline Goodall, Charlie Korsmo, i Amber Scott. Ha estat doblada al català.

## Argument
Hook es presenta com la seqüela de les aventures originals de Peter Pan, mostrant un Peter ja adult que s'ha oblidat de la seva infantesa. Ara es diu "Peter Banning", i és un advocat d'èxit amb dona i dos fills. El Capità Garfi segresta els seus dos fills, i ell ha de tornar al País de Mai Més i recuperar el seu esperit jove com a Peter Pan per tal de desafiar el seu antic enemic.

## Repartiment
- Robin Williams: Peter Banning/Peter Pan
  - Ryan Francis: Peter Pan, de jove, en flashbacks
  - Max Hoffman: Peter, de nen
- Dustin Hoffman: Capità Hook
- Julia Roberts: Tinker Bell
  - Lisa Wilhoit: Tinker Bell, de jove
- Bob Hoskins: Smee
- Maggie Smith: Wendy Darling
  - Gwyneth Paltrow: Wendy Darling, de jove
- Charlie Korsmo: Jack Banning
- Amber Scott: Maggie Banning
- Caroline Goodall: Moira Banning
- Dante Basco: Rufio
- Arthur Malet: Tootles
- Jeff Kroeger, Jasen Fisher (Ace) i James Madio (Don't Ask): Els nois perduts
- Kelly Rowan: la mare de Peter Pan
- Phil Collins: Un inspector de policia britànic
- David Crosby i Jimmy Buffett: membres de la tripulació del pirata Hook

## Més lectura
- Terry Brooks. Hook (Hardcover). novel·lització de la pel·lícula.  Ballantine Books, 17 de desembre de 1991. ISBN 0449907074.
- Charles L.P. Silet. The Films of Steven Spielberg.  Scarecrow Press, 2002. ISBN 0-8108-4182-7.